# Body slam
Pour les articles homonymes, voir Body slam (homonymie).

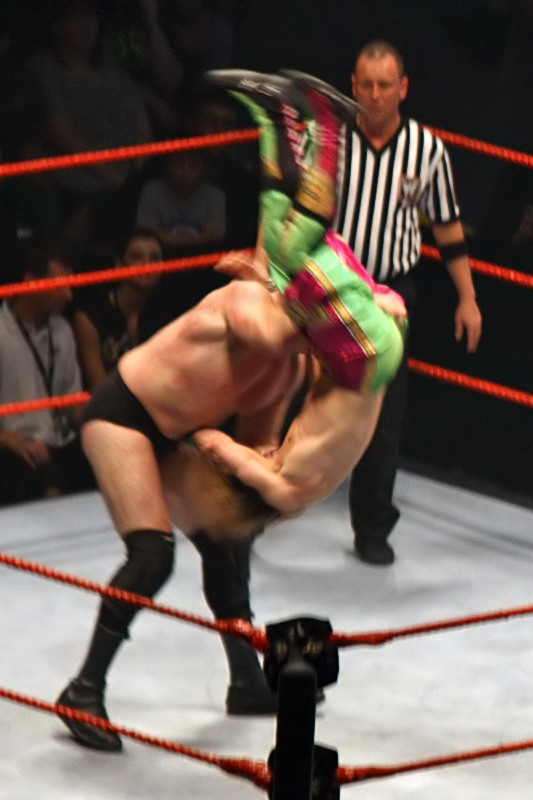
Snitsky faisant un Body slam.

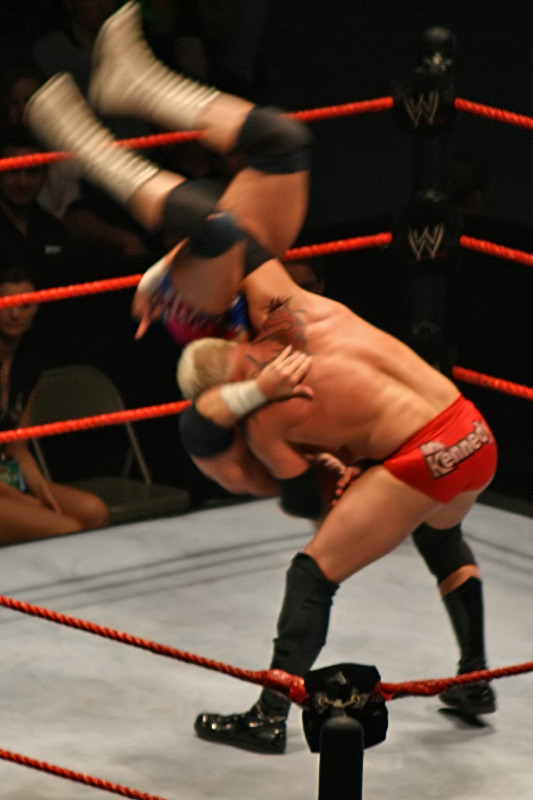
Mr.Kennedy exécutant un scoop slam sur Hardcore Holly.

Un Body slam est un mouvement de catch dont le principe est de soulever son adversaire et de le jeter à terre.

## Variantes

### Alabama slam
Décrit aussi sous le nom de Flapjack spinebuster ou Double-leg slam. L'attaquant est devant son adversaire, met sa tête sous les deux jambes de l'adversaire, le soulève vers l'arrière et le projette en avant pour que l'adversaire tombe sur le dos. Le catcheur Hardcore Holly l'utilise comme prise de finition. Cody Rhodes l'utilise occasionnellement, en hommage à Holly.

### Chokeslam
L'attaquant attrape le cou de l'adversaire, le soulève et le laisse tomber violemment. C'est la prise de finition de Kane et celle de Big Show.

### Cobra clutch slam
L'attaquant applique un cobra clutch à son adversaire et le soulève en l'air avant de le projeter à terre comme un Side Slam. Il est utilisé comme prise de finition par Ted DiBiase, Jr. qui la nomme Dream Street.Cest également la prise de finition de Jinder Mahal surnommé Khallas.

### Cross legged samoan driver
L'attaquant prend l'adversaire en fireman carry, lui maintient ses jambes en les croisant et le fait tourner jusque devant sa tête et le fais tomber en s'asseyant.C'est la prise de finition de Chris Sabin a la TNA et il la nomme Cradle Shock.
Le Samoan driver est la même prise que la précédente sans croiser les jambes de l'adversaire. C'est une des prises de finition de Shinsuke Nakamura.

### Fallaway slam
Décrit aussi sous le nom de Table Top suplex. L'attaquant est devant l'adversaire, il accroche une jambe avec un de ses bras et l'autre du cou de l'adversaire, il le soulève jusqu'à ce qu'il soit horizontal, au niveau de sa poitrine et il tombe en arrière en projetant l'adversaire derrière sur le dos. Ce mouvement est assez utilisé par John Bradshaw Layfield(en tant que prise de signature), Titus O'Neil et Vladimir Kozlov. Il est aussi appelé Last Call.

### Rolling Fireman's carry Slam
L'attaquant met son adversaire dans une position de fireman carry, se penche en avant et tire son adversaire au-dessus de son épaule et de son cou pour claquer le dos de son adversaire. Utilisé par Finlay, Mr. Kennedy(prise de signature), Sheamus etc.
Il existe une variant exécutée depuis le troisième corde, le Super Rolling Fireman's Carry Slam. C'est la prise de finition de M.Kennedy, qui la nomme Green Bay Plunge, en référence à ses origines liées à la ville de Green Bay au Wisconsin. Slam Master J l'utilisait auparavant lorsqu'il se faisait appeler Jesse.

### Fireman's carry powerslam

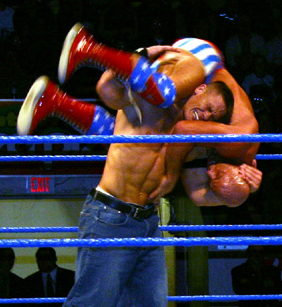
John Cena exécutant lAttitude Adjustement sur Kurt Angle.

Le Fireman's carry powerslam (litt. « écrasement puissant depuis la prise du pompier ») se base sur une technique de sauvetage utilisée par les pompiers. Il consiste pour l'attaquant à mettre son adversaire dans une position de fireman carry, lui tirer le cou sur le côté en poussant ses jambes et le laisser tomber au sol sur le dos. C'est la prise de finition du catcheur John Cena qui la nomme Attitude Adjustement (« redresseur de torts ») et celle de Tommy Dreamer qui la nomme Dreamer Driver mais qui varie la prise en s'asseyant d'un coup au moment de slammer son adversaire.

### Fireman carry Argentine Powerslam
L'action est quasiment la même que pour le Fireman Carry Powerslam sauf qu'une fois l'adversaire hissé sur les épaules, l'attaquant prend un bras et une jambe de son adversaire, le tourne pour le mettre en Argentine backbreaker rack, puis lui claque le dos au sol. C'est la prise de finition de Wade Barrett qu'il nomme Wasteland et qu'il aurait lui-même inventé

### Full Nelson slam
L'attaquant se tient derrière son adversaire, applique un Full Nelson, le soulève vers le haut et celui-ci transforme le Full Nelson en half nelson et projette le dos de l'adversaire au tapis.  Bobby Lashley et Hardcore Holly l'utilisent. Ainsi que Jinder Mahal (très rarement).
Il existe une variante, le Sitout Full Nelson bomb où l'attaquant se tient derrière son adversaire, applique un Full Nelson, le soulève vers le haut et il se met dans une position assise en écrasant le dos de son adversaire par terre entre les jambes de l'attaquant. C'est la prise de finition de Bubba Ray Dudley qui la nomme Bubba Bomb.

### Gorilla press slam
L'attaquant applique le gorilla press puis il jette le dos de l'adversaire vers le bas devant lui. Beth Phoenix l'utilise couramment.
Apollo Crews l'utilise aussi mais lui,il enchaîne directement après la chute de l'adversaire au sol d'un Standing Moonsault.

### Half Nelson slam
L'attaquant est devant son adversaire et légèrement à côté, il exécute un half nelson sur son adversaire, le soulève et tombe en avant pour claquer le dos de l'adversaire.

### Argentine slam
Plus connu sous le nom de Olympic Slam, l’attaquant se met d'abord à côté de l'adversaire, il met sa tête sous le bras de l'adversaire, accroche une de ses jambes puis soulève ce dernier sur les épaules et le projette sur son dos après une rotation de 90°. Cette prise a été popularisée par Kurt Angle qui la nommait Angle Slam. Aujourd’hui Randy Orton, Shane McMahon et Takashi Sugiura pratiquent cette prise.

### Pumphandle drop
Appelé aussi Tilt slam. L'attaquant applique un pumphandle à son adversaire puis le soulève en l'air avant de le lâcher en l'air, obligeant la poitrine à s'écraser par terre.

#### Pumphandle slam
L'attaquant applique un pumphandle à son adversaire, le soulève en l'air et transforme la prise en n'importe quel type de powerslam. Snitsky et The Boogeyman ont popularisé cette prise.

### Samoan Drop
Appelé aussi Fireman's carry drop. L'attaquant met son adversaire sur la position de fireman carry et tombe en arrière afin d'écraser en même temps la poitrine de l'adversaire avec tout son poids. Cette prise est utilisée par beaucoup de catcheurs samoans et par des super poids-lourds ou encore les très gros catcheurs comme Umaga, ou Mabel / Viscera / Big Daddy V.

### Scoop slam
L'attaquant applique un scoop, il le renverse pour qu'il soit à l'envers et le projette vers le bas sur le dos. C'est un des mouvements les plus utilisés. En français, on parle d'enfourchement.

### Spinebuster
Connu aussi sous le nom de Spinning Spinebuster, l'attaquant entoure le corps ou attrape les jambes de son adversaire, le soulève vers le haut, tourne de 180° puis le claque en avant sur le dos, c'est le Spinning/Rolling Spinebuster ou le Anderson Spinebuster (associée à Arn Anderson). Le plus souvent utilisé sur un adversaire qui court où l'attaquant profite de l'élan de celui-ci pour effectuer la prise. L'attaquant peut délivrer la prise en projetant l'adversaire directement par terre sans tourner de 180°. C'est l'une des attaques les plus utilisées dans le catch. C'est l'une des prises favorites de Triple H, Batista, The Rock, Ryback. Actuellement, elle est utilisée par Braun Strowman à la WWE.
L'action est la même que pour un  Spinning Spinebuster sauf qu'il n'y a pas de rotation et que l'attaquant termine assis avec l'adversaire entre les jambes. C'était la prise de finition du défunt Lance Cade mais aussi de Titus O'Neil (qu'il nomme The Clash of Titus).

### Swining Leg Hook Fireman's Carry Slam
L'attaquant est face à l'adversaire. Il lui prend le bras avec son bras et la jambe avec un autre. Puis il met sa tête sous le bras prisonnier et ensuite fait une rotation plaquant le dos de l'adversaire sur le ring. Cette prise est la prise de finition de Paige.

### Reverse Sitout Full Nelson Slam / Twelve Steps
Cette prise nécessite de prendre l'adversaire en Full Nelson inversé puis l'attaquant le soulève et le plaque au comme un Spinebuster modifié. Luke Gallows/Festus en fait sa prise de finition.